# Макариха (Харьковская область)
Мака́риха (укр. Мака́риха) — село, Золочевский поселковый совет, Богодуховский район, Харьковская область, Украина.
Код КОАТУУ — 6322655107. Население по переписи 2001 года составляет 348 (163/185 м/ж) человек.

## Географическое положение
Село Макариха находится в 2-х км от реки Уды (левый берег), примыкает к селу Литвиново и пгт Золочев.
По селу протекает пересыхающий ручей с запрудой.
Через село проходит железная дорога, ближайшая станция Сосновка.
Постановлением Верховной Рады Украины от 17 июля 2020 года Золочевский поселковый совет, вошёл в состав Богодуховского района Харьковской области. Тем те постановлением Золочевский район был ликвидирован.

## История
- 1775 — дата основания.

## Экономика
- Молочно-товарная ферма.